# Chris Prolls
Chris Prolls, ou DJ Chris Prolls, est un chanteur fictif incarné par Stéphane Rousseau dans le film Fatal sorti en 2010,.

## Biographie fictive
Chris Prolls est un chanteur d'« électro-bio », une variante écologique de l'electropop. Tous les sons de ses chansons ont été enregistrés par lui-même dans la nature. Il est végétarien extrême (« végéta-vraiment-rien ») : il ne mange ni viande, ni poisson, ni œuf, ni fruit, ni légume, ni céréale, ni tofu, aucun produit issu de l'exploitation de la planète. Il a arrêté de se laver avec des bains et des douches depuis plusieurs années et fait comme les phacochères : il se frotte avec du sable. De plus, il respecte la nappe phréatique, il défèque uniquement dans son jardin (idéalement les jours de pluie).
Il organise à Ibiza des soirées Sodomize Me (parodies des soirées Fuck Me I'm Famous de Cathy et David Guetta) et publie un magazine, Trendy, très tendance car sortant toutes les trois heures.
Un jour, il vient de voler la vedette au rappeur bling-bling Fatal Bazooka et lui prend sa précieuse place de « Numéro Uno ». Ivre après sa défaite face à Prolls lors de la cérémonie des « Music Awards de la Musique », Fatal se ridiculise, provoquant un scandale et amenant la presse à le boycotter, ce qui cause sa ruine et son divorce.

## Interprète
Dans le film Fatal, Chris Prolls est incarné par l'acteur québécois Stéphane Rousseau. Il n'apparaît pas dans le clip de Ce matin va être une pure soirée malgré sa participation à la chanson sous le nom de DJ Chris Prolls.
Michaël Youn voulait, à l'origine, que Chris Prolls soit incarné par son ami chanteur Pascal Obispo mais celui-ci a refusé.